# Кизлар-агина џамија (Мркоњић Град)
Кизлар-агина џамија представља један од најпознатијих објеката средњовјековне архитектуре у Мркоњић Граду. Саграђена је у периоду од 1591. до 1595. године, а дозидана 1873. по угледу на Али-пашину џамију у Сарајеву.

## Историја
У џамији је Кизлар-ага основао библиотеку у којој је до рушења чувано педесетак старих књига и рукописа. Џамија је срушена 1992. године. Мјесто и остаци архитектонске цјелине овог вјерског објекта су у мају 2005. проглашени националним спомеником Босне и Херцеговине.